# Gianina Cărbunariu
Gianina Cărbunariu (ur. 9 sierpnia 1977) – rumuńska dramatopisarka i reżyserka teatralna. Dyrektorka teatru Tineretului w Piatra Neamț. Wyrazista osobowość światowej sceny teatralnej, współzałożycielka grupy dramAcum popularyzującej niezależną twórczość młodych rumuńskich autorów. Znana dzięki zaangażowanym społecznie sztukom. W 2004 roku przebywała na stypendium w Royal Court Theatre w Londynie. Spektakl „20/20” według jej tekstu i w jej reżyserii został pokazany na Festiwalu Dialog we Wrocławiu. Spektakl „Sado Maso Blues Bar” w jej reżyserii został pokazany na Międzynarodowym Festiwalu Teatralnym „Demoludy” w Olsztynie. 8 grudnia 2023 miała miejsce prapremiera jej sztuki pt. „Opowieści babć szeptane córkom przez matki”, który wyreżyserowała w Teatrze Współczesnym w Szczecinie.

## Życiorys
- studia doktoranckie na Narodowym Uniwersytecie Teatru i Kina (UNATC) w Bukareszcie (2010)
- studia magisterskie na wydziale dramatologii na Narodowym Uniwersytecie Teatru i Kina (UNATC) w Bukareszcie (2006)
- reżyseria na Narodowym Uniwersytecie Teatru i Kina (UNATC) w Bukareszcie (2004)
- romanistyka na Uniwersytecie Bukareszteńskim (2000)

## Najważniejsze inscenizacje
- Opowieści babć szeptane córkom przez matki, Teatr Współczesny w Szczecinie (2023)
- Magyarosaurus Dacus, Teatr Szigligeti w mieście Oradea (2022)
- VA URMA. Pe planeta Oglindă Teatr Tineretului z Piatra Neamț (2021)
- FRONTAL, Teatr Tineretului z Piatra Neamț (2019)
- Vorbiți tăcere? / Sprechen Sie Schweigen? w Teatr Radu Stanca, Sybin
- Artists Talk (2016)
- De vânzare/ For sale – Centro Dramático Nacional w Madrycie (2014)
- The Tigress (Tigroaica) (2014)
- Tipografic Majuscul (Typografia Majuskuły) (2013)
- Solitarite (2013)
- x mm from y km (2011)
- Asparagus (tekst) (2010)
- Sold Out (tekst, reżyseria, dokumentacja) – Teatr Kammerspiele w Monachium (2010)
- poimâine alaltăieri 2009
- 20/20 (dokumentacja, scenariusz, reżyseria) – Târgu Mureș, Yorik Studio w Bukareszcie (2009)
- fastforwardrewind (tekst i reżyseria) – Teatr MIC w Bukareszcie (2008)
- Future – BRANDHERDE “siguranta m2” (reżyseria) – Teatr Kammerspiele w Monachium (2007)
- „Sado Maso Blues Bar” autorstwa Marii Manolescu – Teatr Foarte Mic w Bukareszcie (2007)
- DJ Pirat 2006
- mady-baby.edu (tekst i reżyseria) – Teatr Foarte Mic w Bukareszcie (2005)
- Stop The Tempo (tekst i reżyseria) – Teatr LUNI THEATRE w Bukareszcie (2004)
- „Ostinato” – UNATC w Bukareszcie (2003)
- „Mężczyzna z jednym skrzydłem” – UNATC w Bukareszcie (2002)

## Najważniejsze sztuki
- „Kebab” wystawiono m.in. w Teatrze Kammerspiele – Monachium (2007) (prapremiera), Royal Court Theatre w Londynie (2007), Teatrze Strasnicke w Pradze (2007), Teatrze Studio d’Alfortville (2007), Teatrze Schaubuhne w Berlinie (2007), w Atenach (2009), Osace (2009), Café Theater w Kopenhadze (2009), Stambule (2010). Sztuka przetłumaczona została na język angielski, francuskim niemieckim rosyjski, włoski, grecki, polski, czeski słowacki, bułgarski, japoński, duński, tureckim portugalski, serbski i węgierski.
- „Stop the Tempo” wystawiono m.in. w Theater der Jungen Welt w Lipsku (2007), Volkstheater w Wiedniu (2008), Teatrze Narodowym w Nicei (2008), Stambule (2009)Budapeszcie (2010), Santiago (2010), w Collectif Douche Froide w Neuchatel w Szwajcarii (2010) oraz w Brukseli (2010)
- fastforwardrewind (2007)
- The War is Over. What Shall We Do Now? (2009)

## Najważniejsze nagrody
- nagroda specjalna jury na Międzynarodowym Festiwalu Teatralnym w Budapeszcie (2010)
- nagroda Stowarzyszenia Krytyków AICT za spektakl '20/20"(2010)
- nagroda dla najlepszego spektaklu zagranicznego w Montrealu za spektakl „mady-baby.edu”
- nagroda za reżyserię na Festiwalu Komedii w Bukareszcie (2008)
- nagroda British Council (2004)